# Pagodromen
Pagodromen är ett berg i Antarktis. Det ligger i Östantarktis. Norge gör anspråk på området. Toppen på Pagodromen är 751 meter över havet.
Terrängen runt Pagodromen är huvudsakligen kuperad, men söderut är den platt. Trakten är obefolkad. Det finns inga samhällen i närheten. 